# Karl Robatsch
Karl Robatsch (14. října 1929 Klagenfurt am Wörthersee – 19. září 2000 tamtéž) byl rakouský šachový velmistr a botanik. Jeho botanická zkratka byla „Robatsch“. Zemřel na rakovinu.

## Šachová kariéra
Ve věku 17 let odešel studovat do Štýrského Hradce, kde často chodíval do kavárny Berghaus, kde se setkávali místní šachisté. Vstoupil do šachového klubu SK Gemeinde, kde se v šachu velice zlepšil.
Jeho šachově nejúspěšnější období byla padesátá léta 20. století a začátek 60. let. V roce 1957 se stal mezinárodním mistrem. Na šachové olympiádě v roce 1960 v Lipsku získal zlatou medaili za nejlepší výsledky na první šachovnici (13,5 bodů ze 16 partií). Díky tomuto úspěchu získal o rok později titul velmistra. V červnu 1960 vyhrál v Preinu rakouský šachový šampionát.
Byl také šachovým teoretikem. Přispěl do vývoje Pircovy obrany a moderní obrany, která je také známá jako Robatschova obrana.
Jeho poslední hodnocení Elo bylo 2349. Jeho nejvyšší rating byl pak 2653, kterého dosáhl v dubnu 1961.

### Některé šachové úspěchy
- Utrecht 1961: 2. místo
- Hoogovens 1962: 2.–3. místo
- Pásmový turnaj Halle 1963: 3.–4. s Ivkovem za Portischem a Larsenem

### Rakouský národní tým
Zúčastnil se šachových olympiád v letech 1954, 1956, 1960, 1962, 1972, 1974, 1976, 1978, 1980, 1992 a 1994, kromě své poslední olympiády hrál vždy na první šachovnici. Také na evropském šampionátu družstev v roce 1992 hrál na první šachovnici rakouského týmu.

### Kluby
V letech 1989–93 hrál ve státní lize za klub ASK/KSV Klagenfurt, v sezóně 1993/94 za WSV ATSV Ranshofen a v 1994/95 za klub Straßenbahn Graz. V letech 1983 až 1986 hrál v německé Bundeslize, a to za klub Münchener SC 1836.

## Botanik
Zajímal se zejména o orchideje. Za vynikající výzkumnou práci v této oblasti mu federální prezident udělil titul profesora.
Ve svých studiích orchidejí se Karl Robatsch specializoval na taxonomicky obtížný rod kruštík (Epipactis), pro tento rod popsal 21 nových taxonů. Přibližně polovina z nich však byla později přidána k jiným druhům jako poddruh nebo odrůda. V roce 2003 byl na jeho počest pojmenován nově prozkoumaný druh Epipactis robatschiana (Bartolo, D'Emerico, Pulv., Terrasi & Stuto). Následující seznam obsahuje souhrn jeho práce v této oblasti.
- Epipactis aspromontana Bartolo, Pulv. & Robatsch 1996 → E. leptochila subsp. aspromontana (Itálie)
- Epipactis bithynica Robatsch 1991 → E. helleborine subsp. bithynica (Turecko)
- Epipactis bugacensis Robatsch 1990 (Maďarsko)
- Epipactis cretica J. Kalopissis & Robatsch 1980 (Kréta)
- Epipactis danubialis Robatsch & Rydlo 1989 → E. atrorubens subsp. danubialis (Rumunsko)
- Epipactis fibri G.Scappaticci & Robatsch 1995 → E. albensis var. Fibri (Francie)
- Epipactis guegelii Robatsch 1997 (Rumunsko)
- Epipactis halacsyi Robatsch 1990 (Řecko)
- Epipactis leutei Robatsch 1989 → E. helleborine subsp. leutei (Rakousko)
- Epipactis mecsekensis A. Molnár & Robatsch 1997 → E. nordeniorum subsp. mecsekensis (Maďarsko)
- Epipactis nauosaensis Robatsch 1989 → E. leptochila subsp. nauosaensis (Řecko)
- Epipactis nordeniorum Robatsch 1991 (Rakousko)
- Epipactis olympica Robatsch 1990 (Řecko)
- Epipactis provincialis A.Aubenas & Robatsch 1996 (Francie)
- Epipactis renzii Robatsch 1988 → E. helleborine var. renzii (Dánsko)
- Epipactis rhodanensis Gevaudan & Robatsch 1994 → E. bugacensis subsp. rhodanensis (Francie)
- Epipactis schubertiorum Bartolo, Pulv.&Robatsch 1997 → E. helleborine subsp. schubertiorum (Itálie)
- Epipactis subclausa Robatsch 1988 → E. atrorubens subsp. subclausa (Řecko)
- Epipactis tallosii A.Molnár & Robatsch 1997 (Maďarsko)
- Epipactis voethii Robatsch 1993 (Rakousko)
- Sauroglossum odoratum Robatsch 1994 (Brazílie)